# Masanao Sasaki
Pour les articles homonymes, voir Sasaki.
Masanao Sasaki (佐々木 雅尚, Sasaki Masanao) est un footballeur japonais né le 19 juin 1962 dans la préfecture de Chiba au Japon.